# Donal Ryan
Donal Ryan (* 1976 oder 1977 nahe Nenagh) ist ein irischer Schriftsteller.

## Leben
Ryan studierte Bauingenieurwesen und Jura an der Universität Limerick und war bis 2014 bei der Staatlichen Behörde für Arbeitnehmerrechte beschäftigt. Er lebt mit seiner Frau und zwei Kindern in Castletroy, einem Vorort von Limerick.
Ryans erste Romane wurden 47 Mal abgelehnt, bevor Lilliput Press 2012 zunächst The Spinning Heart und ein Jahr später Ryans ersten Roman The Thing about December veröffentlichte. Diogenes veröffentlichte 2015 und 2016 die deutschen Übersetzungen Die Sache mit dem Dezember und Die Gesichter der Wahrheit in der Reihenfolge der Erstellung.
Mit Foscadh erschien 2021 eine Verfilmung seines Romans Die Sache mit dem Dezember.

## Werke
- Die Sache mit dem Dezember. Aus dem Englischen von Anna-Nina Kroll. Diogenes, Zürich 2015, ISBN 978-3-257-06927-3.  (Original: The Thing about December. The Lilliput Press, Dublin 2013)
- Die Gesichter der Wahrheit. Aus dem Englischen von Anna-Nina Kroll. Diogenes, Zürich 2016, ISBN 978-3-257-06963-1. (Original: The Spinning Heart. The Lilliput Press, Dublin 2012)
- Die Lieben der Melody Shee. Aus dem Englischen von Anna-Nina Kroll. Diogenes, Zürich 2018, ISBN 978-3-257-07023-1. (Original: All We Shall Know. Doubleday, 2016)
- Die Stille des Meeres. Aus dem Englischen von Anna-Nina Kroll. Diogenes, Zürich 2021, ISBN 978-3-257-07116-0. (Original: From a Low and Quiet Sea. Doubleday, 2018)
- Seltsame Blüten. Aus dem Englischen von Anna-Nina Kroll. Diogenes, Zürich 2024, ISBN 978-3-257-07265-5 (Original: Strange Flowers. Doubleday, 2020)

noch nicht ins Deutsche übersetzt:
- A Slanting of the Sun: Stories. The Lilliput Press, Dublin 2012, ISBN 978-1-843-51657-6.
- The Queen of Dirt Island. Penguin, London 2022, ISBN 978-1-78162-040-3.

## Auszeichnungen und Nominierungen
- 2012: Irish Book Awards, Newcomer of the Year für The Spinning Heart[2]
- 2012: Irish Book Awards, Book of the Year für The Spinning Heart
- 2013: Guardian First Book Award für The Spinning Heart[3]
- 2015: Literaturpreis der Europäischen Union für The Spinning Heart[4]
- 2015: Irish Book Awards, Short Story of the Year für A Slanting Of The Sun[5]
- 2016: Dublin Book Festival, Irish Book of the Decade für The Spinning Heart[6]
- 2018: Longlist des Man Booker Prize mit From A Low And Quiet Sea
- 2020: Irish Book Awards, Novel of the Year für Strange Flowers